# Jacksonoides nubilis
Jacksonoides nubilis là một loài nhện trong họ Salticidae.
Loài này thuộc chi Jacksonoides. Jacksonoides nubilis được Fred R. Wanless miêu tả năm 1988.